# Helsinki Rugby Club
Helsinki Rugby Club (colloquialmente noto come HRC) è un club di rugby finlandese con sede a Helsinki. Fondato nel 1999, è il club più antico e più grande (in termini di giocatori registrati) in Finlandia. Attualmente milita nel Finnish Championship, partecipando con squadre sia maschili che femminili nei campionati a 15 e a 7.

## Squadre, logo e colori del club
HRC comprende tre diversi team: due squadre maschili (la prima militante nel Championsip, la seconda in Seconda Divisione), ed una femminile (militante nel Championship).
Dal 2021, HRC ha anche lanciato un programma giovanile e avviato una squadra U17, per sviluppare futuri giocatori di rugby e contribuire alla crescita del movimento rugbystico in Finlandia.
Il logo del club mostra le nazionalità coinvolte nella formazione del club: finlandese, inglese, francese, sudafricano e australiano. I colori del club, blu e bianco, sono ripresi dalla bandiera finlandese.

## Storia (1999-2019)
L'ispirazione per formare l'Helsinki Rugby Club giunse durante alcune discussioni sul rugby all'Irish Bar di Molly Malone a Helsinki tra alcuni amici nel 1999. Nella sua prima stagione HRC ha giocato una sola partita, persa di poco contro una squadra rappresentativa svedese. Nel 2000, il consiglio comunale di Helsinki ha concesso al club il suo primo campo ufficiale a Myllypuro. Nel 2001, HRC ha ottenuto la sua prima vittoria contro una squadra rappresentante la nave della Marina britannica HMS Sheffield, ha preso parte per la prima volta allo Stockholm 10's Tournament e ha organizzato la prima edizione del Baltic Plate 10-a-side Tournament.
Il campionato nazionale finlandese è stato lanciato nel 2002 e HRC ha conquistato il titolo, seguito da un'altra vittoria del campionato nel 2003.
Il primo tour all'estero del club è stato a Riga nel 2004. Nello stesso anno, la Finlandia ha giocato la sua prima partita internazionale in casa, ospitata e organizzata da HRC. HRC ha partecipato al campionato finlandese femminile inaugurale del 2006. Nel 2008, il Baltic Plate Tournament è stato rinominato Midnight Rugby Tournament, proseguito fino alla sua ultima edizione nel 2019. Nel 2009, il club ha celebrato il suo decimo anniversario presso l'ambasciata britannica.
Il campionato inaugurale a 7 maschile nel 2010 vide HRC vincere il titolo. Nel 2011, la squadra del 7 maschile fu invitata a Mosca per l'European 7's Champions Trophy.
Dopo alcuni anni di assenza, HRC rientrò nel campionato femminile nel 2012.
Nel 2013, il club ha organizzato le finali del campionato finlandese a Helsinki, attirando il numero (allora) più alto di spettatori a una partita di rugby finlandese.
Dopo undici anni, la squadra maschile vinse nuovamente il campionato a 15 nel 2014. Allo stesso tempo, la squadra femminile arrivò in finale per la prima volta nella sua storia, finendo al secondo posto. Un anno dopo, nel 2015, l'HRCW celebrò il primo titolo nazionale. La squadra a 7 maschile vinse il titolo, mentre la seconda squadra maschile arrivò prima in Prima Divisione.
La stagione 2016 fu il momento più brillante del club, il quale realizzò la sua prima e unica doppia-doppia, poiché sia uomini che donne vinsero sia i campionati a 7 che a 15. La squadra a 7 maschile partecipò nuovamente all'European 7's Champions Trophy a San Pietroburgo, in Russia.
Nel 2017, sia uomini che donne vinserò il campionato a 7 e si classificarono al secondo posto nei rispettivi campionati. Il club ha anche partecipato al tradizionale torneo di Ghent Easter 7s, classificandosi rispettivamente secondo e terzo nelle competizioni maschili e femminili.

## Anni recenti (2020-Presente)

### Rugby a 15

#### Stagione 2020
Nonostante la pandemia di COVID-19, HRC ha avuto una stagione particolarmente positiva nel 2020, raggiungendo una solida profondità nel roster sia per i Big Guns che per i Blue Tigers. Il campionato ridotto ha visto i Big Guns, guidati dall'allenatore di ritorno Jake Pratley, rimanere imbattuti per tutta la stagione regolare: dopo un pareggio con OTS Porvoo per 24-24 nell'apertura di stagione, HRC ha sconfitto Jyväskylä (59-10), Turku Eagles (17-14), Kuopio (79-0), Warriors (27-14) e Kalev (47-0). Nella finale di campionato, disputata a Otaniemi, HRC ha sconfitto i Warriors per 40-29, conquistando il quinto titolo nazionale. Il numero otto Wertti Bask ha vinto il premio di Giocatore dell'anno.
La seconda squadra, sotto la guida dell'allenatore debuttante Jussi Tamminen, ha avuto un anno positivo, pareggiando con Pori al vertice della divisione alla fine della stagione regolare. Nell'incontro finale della Divisione 1, Pori ha sconfitto HRC per 23-5.
L'HRC femminile ha iniziato la stagione 2020 sotto la guida dell'allenatore Mikko Aalto cercando di difendere il titolo del 2019, ma dopo una vittoria iniziale contro Jyväskylä (7-12) ha subito sconfitte contro i contendenti al titolo Tampere (5-46) e Turku Swans (10-24). HRC ha raggiunto comunque il terzo posto in stagione regolare grazie alle successive vittorie contro Warriors (7-31) e Kuopio (26-0), ma la corsa al titolo si è interrotta in semifinale contro le Turku Swans (7-13).

#### Stagione 2021
Nel 2021, la stagione rugbystica è stata nuovamente minacciata dalle dure restrizioni in vigore in Finlandia nella prima parte dell'anno, che hanno impedito ai membri del club di allenarsi fino a sole nove settimane prima dell'inizio della stagione (ancora una volta ridotta). Come parziale conseguenza, tutte e tre le squadre hanno subito una carenza di profondità del roster che si è solo aggravata con il progredire della stagione e gli infortuni.
Nonostante le larghe vittorie contro Porvoo (45-8), Kuopio (111-0) e Turku (38-14), i Big Guns hanno perso il derby cittadino contro i Warriors (7-27) e hanno dovuto passare dalla semifinale per tentare l'assalto al titolo. Dopo essere uscito vittorioso dalla semifinale contro Porvoo (20-10), i Big Guns hanno ottenuto il loro sesto titolo nazionale in una finale snervante a Tampere contro i Warriors, grazie a un calcio di punizione di Joonas Bask nel finale di partita che ha congelato il punteggio sul 15-12 per HRC. Inoltre, Jake Pratley ha vinto il premio di Allenatore dell'Anno.
La seconda squadra, afflitta dagli infortuni, non ha potuto ripetere l'anno positivo avuto nel 2020, concludendo la regular season in Prima Divisione all'ultimo posto e retrocedendo in Seconda Divisione.
L'HRC femminile ha cominciato la stagione 2021 da forte contendente al titolo, sconfiggendo Jyväskylä (36-0), Warriors (50-0) e Turku Swans (32-5) e dimostrando di poter competere contro Tampere (5-10), le campionesse in carica. Nonostante una grande vittoria in semifinale contro le Turku Swans (41-10), HRC patì una straziante sconfitta nella rivincita finale contro il Tampere (7-18). L'utility back Heidi Hennessy ha vinto il premio di Giocatrice dell'Anno.

#### Stagione 2022
La stagione 2022 ha visto il ritorno a un programma completo dopo due anni di pandemia ed è iniziata con un grande cambiamento strutturale per il club: Jake Pratley è stato nominato Direttore del Rugby, con l'obiettivo di iniziare un nuovo ciclo per tutte e tre le squadre di club.
Analogamente ad altre squadre, HRC ha faticato in pre-stagione, dato che il freddo inverno durato fino a fine maggio ha impedito l'utilizzo del campo di allenamento a Myllypuro. Tuttavia, la stagione regolare si poi è rivelata un successo per HRC, poiché sia Big Guns che la squadra femminile hanno concluso il campionato al primo posto e si sono qualificati direttamente per la finale del campionato, a Turku. I Big Guns hanno sconfitto i Warriors (45-15), vincendo il loro settimo titolo nazionale. La HRC femminile è emerso vittorioso dalla finale contro Tampere (37-17). Per la seconda volta nella sua storia, il Club ha ottenuto una doppietta (la prima dal 2016); ha inoltre raggiunto la serie di vittorie più lunga per la squadra maschile.
Jake Pratley è stato nominato Allenatore dell'anno e Sanna-Kaisa Lintu ha vinto il premio di Giocatrice dell'anno. Mikko Moilanen ha raggiunto la sua 100esima presenza in campionato con il club.
| Stagione regolare  | Turno 1 | Turno 2 |
| ------------------ | ------- | ------- |
| HRC v Turku Eagles | 53-24   | 44-27   |
| HRC v Kuopio       | 50-8    | 48-19   |
| HRC v Warriors     | 44-7    | 55-19   |
| HRC v Jyväskylä    | 64-14   | 114-0   |
| HRC v OTS Porvoo   | 64-7    | 12-17   |

| Finale di campionato | Punteggio finale | Punteggio finale |
| -------------------- | ---------------- | ---------------- |
| HRC v Warriors       | 45-15            | 45-15            |

| Stagione regolare | Turno 1 | Turno 2 |
| ----------------- | ------- | ------- |
| HRC v Turku Swans | 0-70 †  | 89-10   |
| HRC v WaLi        | 31-7    | 48-11   |
| HRC v Tampere     | 31-15   | 20-5    |
| HRC v Jyväskylä   | 52-0    | 41-24   |

| Finale di campionato | Punteggio finale | Punteggio finale |
| -------------------- | ---------------- | ---------------- |
| HRC v Tampere        | 37-17            | 37-17            |

| Stagione regolare | Turno 1 | Turno 2 |
| ----------------- | ------- | ------- |
| HRC v Seinäjoki   | 26-36   | 0-70 †  |
| HRC v Warriors 2  | 36-19   | 36-31   |
| HRC v TRA         | 5-37    | 0-70 †  |
| HRC v Linna       | 38-14   | 27-38   |

### Rugby a 7

#### Stagioni 2020-2021
Nel 2020 e nel 2021, il campionato finlandese a 7 non si è tenuto a causa delle restrizioni COVID-19 sugli sport in Finlandia.

#### Stagione 2022
Dopo due anni di stop, la stagione a 7 è ripresa nel 2022, con HRC rientrante come campione in carica con entrambe le formazioni maschile e femminile dopo le rispettive vittorie nel 2019. Mikko Moilanen è rimasto come allenatore della maschile, mentre Leonardo Fierro è subentrato come allenatore della femminile.
HRC ha concluso la serie in testa al Girone Est, con vittorie in Lahti 7s e Järvenpää 7s e un secondo posto in Myyrmäki 7s. Nel torneo finale, HRC ha affrontato Turku Eagles (vincitore del Girone Ovest) e Tampere (vincitore del Girone Nord), concludendo secondo dietro Turku. La seconda squadra finì al secondo posto nel Girone Ovest, senza qualificarsi per le finali.
L'HRC femminile ha visto una stagione fortunata, poiché gli infortuni e un'epidemia di vovid l'ha costretti a non partecipare a due dei quattro tornei della serie. La squadra ha ottenuto un secondo posto a Valkeakoski 7s e Tampere 7s, ma non ha partecipato a Järvenpää ed Eerikkilä. HRC ha conquistato il terzo posto assoluto nella serie, che ha visto Tampere portare a casa il trofeo e Warriors concludere secondo.

#### Stagione 2023
Il campionato Sevens 2023 è stato purtroppo condizionato dal lungo inverno finlandese, che ha causato l'annullamento dell'ultimo torneo della serie a Valkeakoski dopo due turni per la maschile e uno solo per la femminile. HRC ha ottenuto due secondi posti a Lahti e Järvenpää, perdendo nelle finali del torneo rispettivamente contro Saimaa Sharks e la rappresentativa della nazionale finlandese. L'HRC femminile è arrivato secondo a Järvenpää, dove Tampere ha vinto una finale serrata per 14-17.
Di conseguenza, entrambe le squadre hanno ottenuto un secondo posto nella serie complessiva.

## Palmares
- Campionato finlandese (Rugbyn SM-sarja) XV
  - Maschile (7): 2002, 2003, 2014, 2016, 2020, 2021, 2022
  - Femminile (6): 2015, 2016, 2019, 2022, 2023, 2024
- Campionato finlandese (Rugbyn SM-sarja) 7's
  - Maschile (6): 2010, 2015, 2016, 2017, 2018, 2019
  - Femminile (4): 2016, 2017, 2019, 2024
- Coppa finlandese
  - Maschile (2): 2003, 2005

## Giocatori di rilievo, allenatori e presidenti

### Capitani
| Giocatore                     | Periodo       |
| ----------------------------- | ------------- |
| Janne Lumme                   | 1999–2000     |
| Marc-Olivier Meunier          | 2010          |
| Mikko Moilanen                | 2011          |
| Michael Kennedy               | 2012-2013     |
| Marko Sallert                 | 2014          |
| Richard Hennessy Paul Kernick | 2015-2016     |
| Ronan Rochford                | 2017          |
| Mikko Aalto                   | 2018          |
| Paavo Honkanen                | 2019-2020     |
| Leonardo Fierro               | 2021-2022     |
| Jesperi Virtanen              | 2023          |
| Jaakko Juutilainen            | 2024-Presente |

| Giocatore       | Periodo         |
| --------------- | --------------- |
| Ulla Tuomainen  | 2014, 2020–2021 |
| Sofia Ukkonen   | 2016-2018       |
| Heidi Hennessy  | 2019            |
| Mira Saarikoski | 2022-Presente   |

### Allenatori
| Head Coach       | Periodo         |
| ---------------- | --------------- |
| Alastair Davies  | 2014-2017       |
| Jake Pratley     | 2018, 2020-2022 |
| Mikko Moilanen   | 2023            |
| Jesperi Virtanen | 2024-Present    |

| Head Coach      | Periodo      |
| --------------- | ------------ |
| Mia Niemelä     | 2015-2016    |
| Virpi Sironen   | 2017-2018    |
| Dyllan Hey      | 2019         |
| Mikko Aalto     | 2020-2021    |
| Jake Pratley    | 2022         |
| Leonardo Fierro | 2023-Present |

### Presidenti
| Presidente       | Periodo      |
| ---------------- | ------------ |
| Ville Siiskonen  | 2015-2018    |
| Emmanuel Courbin | 2019-2022    |
| Mathieu Nicodeme | 2023-Present |

### Centurions
Giocatori con almeno 100 caps.
| Giocatore             | Periodo     |
| --------------------- | ----------- |
| Jarno Warsa-Ritaranta | 2002-2021   |
| Mikko Moilanen        | 2002-2023   |
| Chris Denholm         | 2012-Active |